# Edgar Rolón
Edgar Enrique Rolón (Fernando de la Mora, Paraguay, 28 de noviembre de 1972) es un futbolista paraguayo.

## Clubes
| Club                  | País      | Año       |
| --------------------- | --------- | --------- |
| Club Olimpia          | Paraguay  | 2004      |
| Guaraní               | Paraguay  | 2005-2006 |
| Fernando de la Mora   | Paraguay  | 2007      |
| Benjamín Aceval       | Paraguay  | 2008      |
| Deportes Puerto Montt | Chile     | 2009      |
| General Caballero     | Paraguay  | 2010-2011 |
| Persela Lamongan      | Indonesia | 2011      |
| Atlético Colegiales   | Paraguay  | 2012      |
| Makassar United F.C.  | Indonesia | 2012      |
| PSMS Medan            | Indonesia | 2013      |